# Vicent Pla i Cabrera
Vicent Pla i Cabrera o Vicente Pla y Cabrera (València ? - Alacant, 1829) va ser un escriptor, antiquari i erudit. En la seua jovetut va ser col·laborador dels periòdics Diario de Valencia i El Correo de Valencia.

## Vida pública

### Obres
Va escribir obres en català i en castellà; va publicar al Diario de Valencia, en estes dues llengües, una sèrie de poemes i romançes. També va publicar treballs històrics, polítics, i de circumstàncies.
- Regocijo de Valencia (amb motiu de la beatificació del patriarca Joan de Ribera, 1796).
- Antigüedades de Sagunto (1797).
- Resumen histórico del señorío de Alcalatén (1799).
- Idea general de España (València, 1810).
- Disertación histórico-crítica de las antiguedades de Burriana y Almenara (1821).
- Los encantos de Medea (comèdia).

### Labor política
Amb motiu de l'estada de Fernando VII a València, el 1814, va contribuir en el cop d'estat absolutista liderat pel general Francisco Javier Elío, redactant al periòdic El Fernandino.

### Labor històrica
Va describir i traduir una làpida romana trobada al carrer de l'Almodí de València, i va descobrir en Almenara el Temple de Venus.